# Maximilian Christoph von Rodt

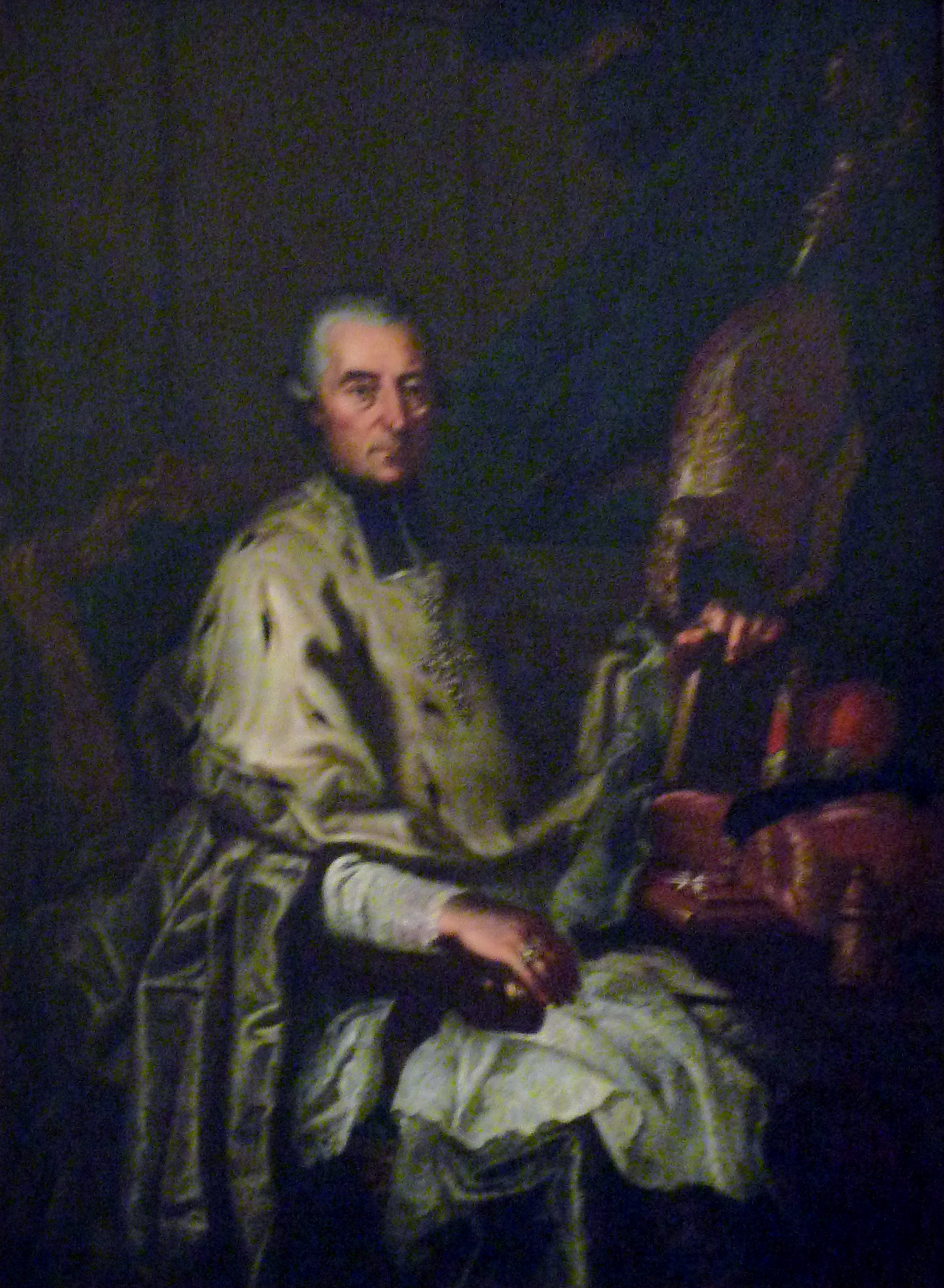
Maximilian Christoph von Rodt, Porträt von Stephan Bildstein (ca. 1775/1780) im Neuen Schloss Meersburg

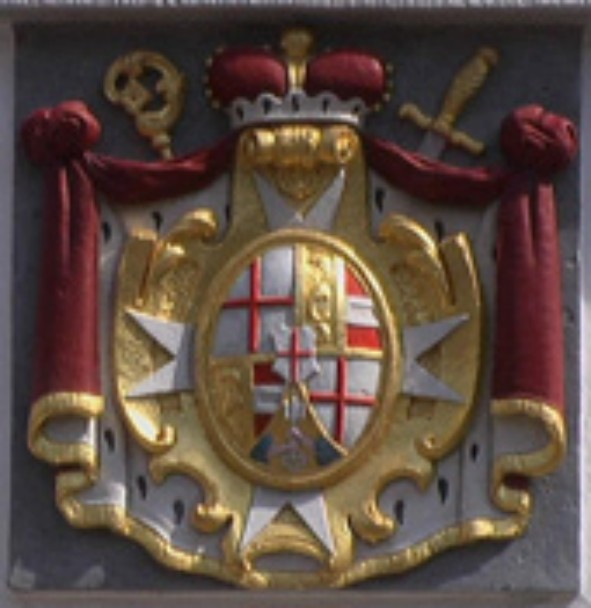
Wappen des Maximilian Christoph von Rodt am Pfarrhaus in Schleitheim, 1778

Maximilian Augustinus Christoph von Rodt, auch Maximilian Christian August Maria von Rodt (* 10. Dezember 1717 in Kehl; † 17. Januar 1800 in Meersburg) war Fürstbischof von Konstanz.

## Familie
Maximilian Augustinus Christoph Reichsfreiherr von Rodt stammte wie seine Brüder Franz Konrad von Rodt (Kardinal und Fürstbischof von Konstanz 1750–1775) und Christian von Rodt (General), aus ritterschaftlichem Adel. Ihr Vater war der General und Breisacher Festungskommandant Franz Christoph von Rodt (1671–1743), die Mutter Maria Theresia von Sickingen (1682–1756). Mit Maximilian Christof von Rodt erlosch sein Geschlecht im Mannesstamm. Seine Tochter Maria Katharina Maximiliana von Dort starb am 16. März 1821 als Chorfrau M. Crescentia im Kloster Wald.

## Leben
Maximilian Christoph wurde vor 1727 Ritter des Malteserordens, dann Domherr in Konstanz, Augsburg und Würzburg und studierte ab 1727 in Freiburg und Siena. 1760 wurde er Archdiakon am Konstanzer Domstift, 1766 Domkantor und 1773 Dompropst. Von 1770 bis 1775 war er Domdekan in Augsburg.
Maximilian Christoph von Rodt wurde am 14. Dezember 1775 in Nachfolge seines Bruders Kardinal Franz Konrad von Rodt zum Fürstbischof von Konstanz ernannt, die Bestätigung durch den Papst erfolgte am 15. April 1776, die Bischofsweihe am 12. August 1776. Die Amtszeit Maximilians – wie schon die seines Bruders Franz Konrad – war geprägt durch die Auseinandersetzungen mit der Luzerner Nuntiatur und den großen, in der Diözese Konstanz angesiedelten Abteien St. Gallen, Einsiedeln sowie dem schwäbischen Kloster Kempten. Die Kirchenpolitik des Kaisers Joseph II. verschärfte die Finanzlage des Hochstifts und gefährdete den Fortbestand der Diözese. Letztendlich wurde Maximilian durch den Fürstprimas Karl Theodor von Dalberg, Koadjutor und letzter Fürstbischof des Bistums Konstanz, ersetzt.
Maximilian Christoph hatte seinen Bischofssitz im Neuen Schloss in Meersburg, das 1710 von einem seiner Vorgänger Johann Franz Schenk von Stauffenberg eingeweiht wurde. Er richtete das Schloss mit einer neuen, modernen Inneneinrichtung und -dekoration ein. Seine Sammlung von Naturalien, insbesondere die Muschelsammlung, waren überregional bekannt. Die Sammlung enthielt auch Fossilien aus Öhningen und kam 1806 (Säkularisation) - wie später (1854 als Schenkung) die Sammlung des Geheimen Hofrats Eugen von Seyfried - in das Museum für Naturkunde Karlsruhe. Die Öhninger Steinbrüche waren bis 1805 in kirchlichem Besitz.
Maximilian war letzter Inhaber des Lehens Bußmannshausen und Orsenhausen, das 1534 durch Hans von Rodt erworben wurde. Das Lehen wurde nach dem Tode seines Bruders General Christian von Rodt 1768 von Österreich eingezogen. Nach Einsprache seines Bruders, dem damaligen Kardinal und Fürstbischof Franz Konrad von Rodt erhielt die Familie das Lehen zurück. Maximilian Christoph übereignete die Herrschaft an seinen Neffen, Bernhard von Hornstein-Göffingen.
Maximilian Christoph war Reichsfürst des Heiligen Römischen Reichs, Herr der Reichenau und Öhningen sowie Träger des Großkreuzes des Johanniterordens zu Malta und deren Protektor.
Maximilian Christoph von Rodt starb in der bischöflichen Residenz Meersburg und wurde im Chorraum der katholischen Pfarrkirche von Meersburg beigesetzt. Die Folge-Pfarrkirche wurde 1827 bis 1829 erbaut und die sterblichen Überreste von Maximilian Christoph von Rodt sowie Christoph Metzler und Franz Konrad von Rodt wie Hugo von Hohenlandenberg und Johann Georg von Hallwyl in das Gruftgewölbe in der Nähe des Eingangs umgebettet.

## Schriften
- Benedictionale Constantiense. Labhart, Konstanz 1781 (Digitalisat).